# Saint-Même-les-Carrières
Saint-Même-les-Carrières is een gemeente in het Franse departement Charente (regio Nouvelle-Aquitaine). De plaats maakt deel uit van het arrondissement Cognac. Saint-Même-les-Carrières telde op 1 januari 2022 1.029 inwoners.

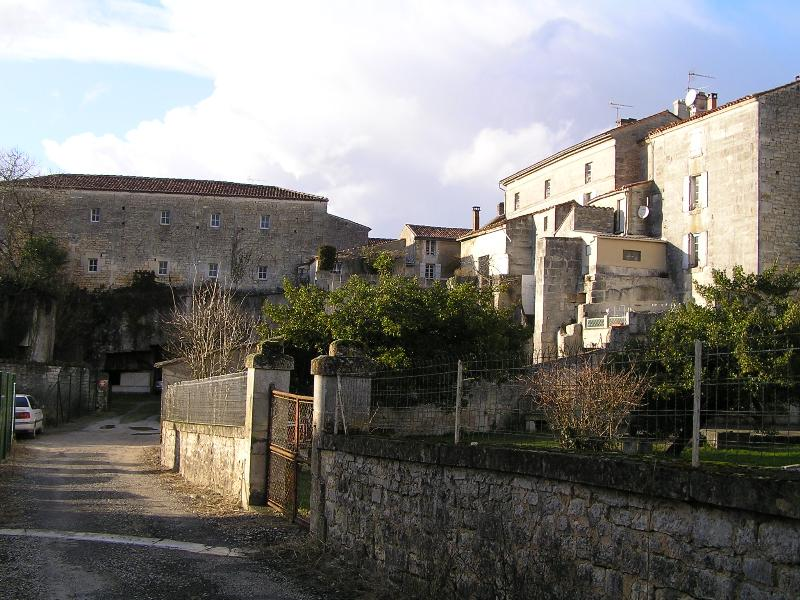
Saint-Même-les-Carrières
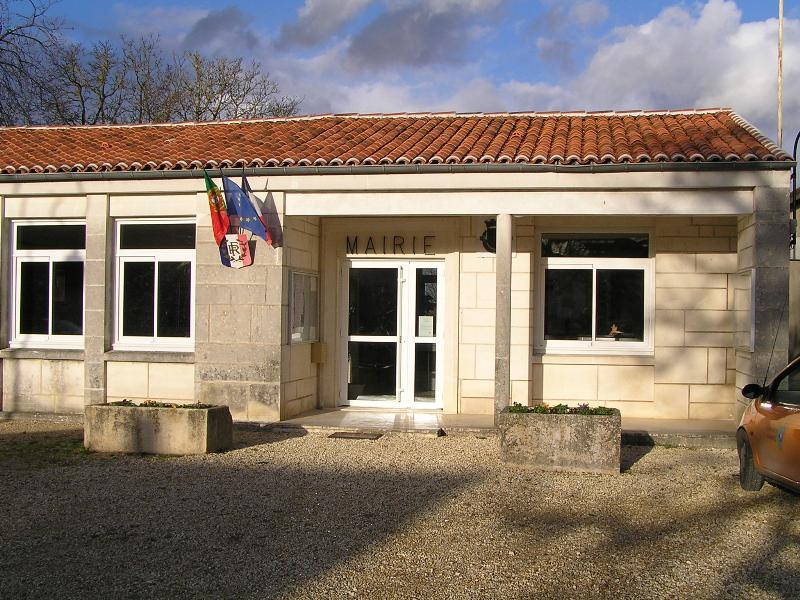
Gemeentehuis
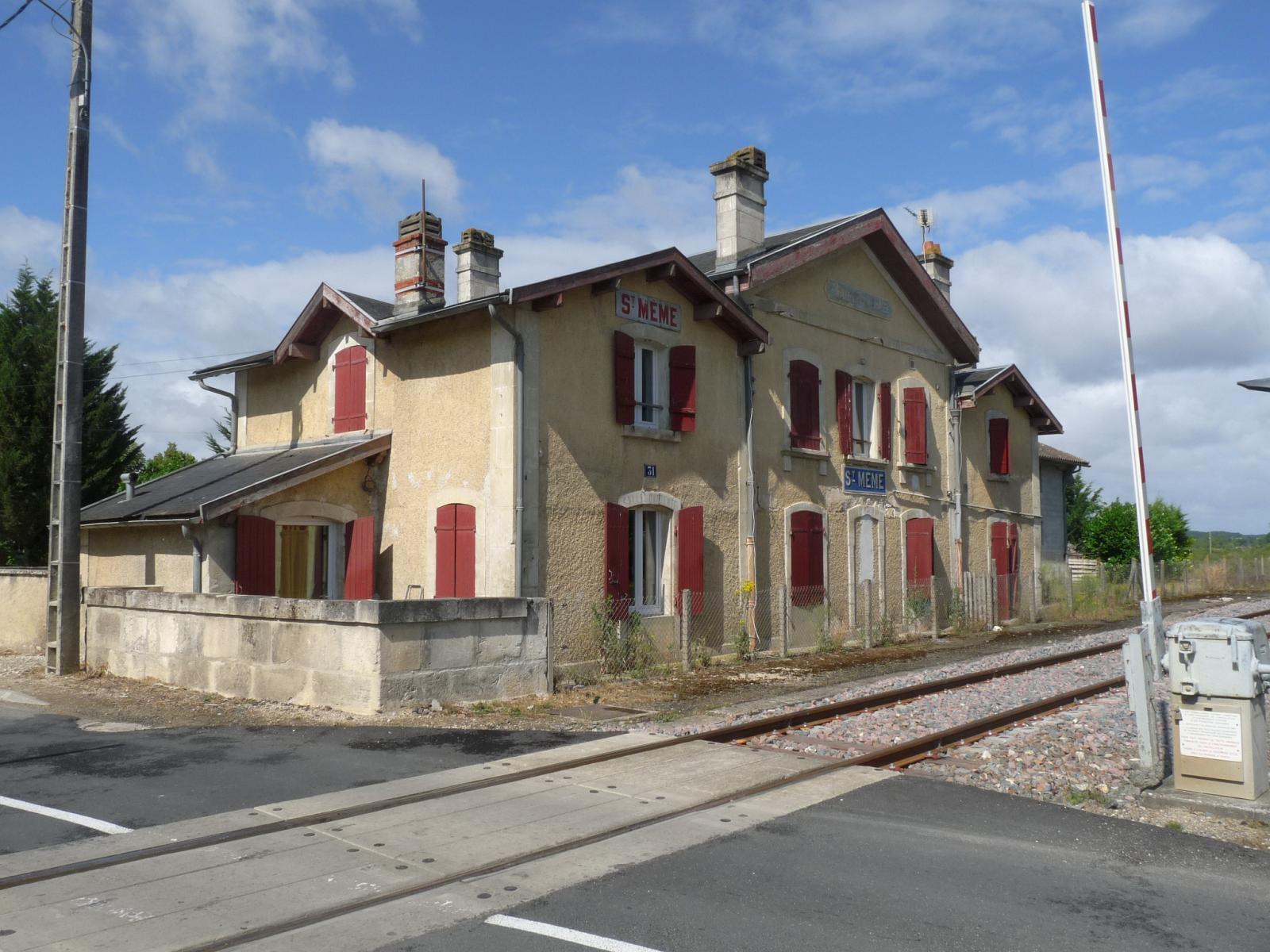
Station
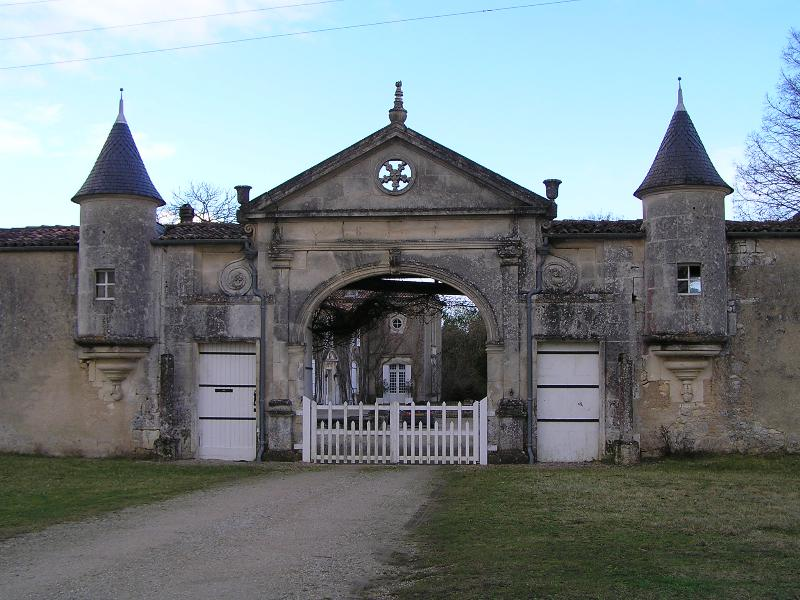
Kasteel van Saint-Même-les-Carrières

## Geografie
De oppervlakte van Saint-Même-les-Carrières bedroeg op 1 januari 2022 15,14 vierkante kilometer; de bevolkingsdichtheid was toen 68 inwoners per km².
De onderstaande kaart toont de ligging van Saint-Même-les-Carrières met de belangrijkste infrastructuur en aangrenzende gemeenten.

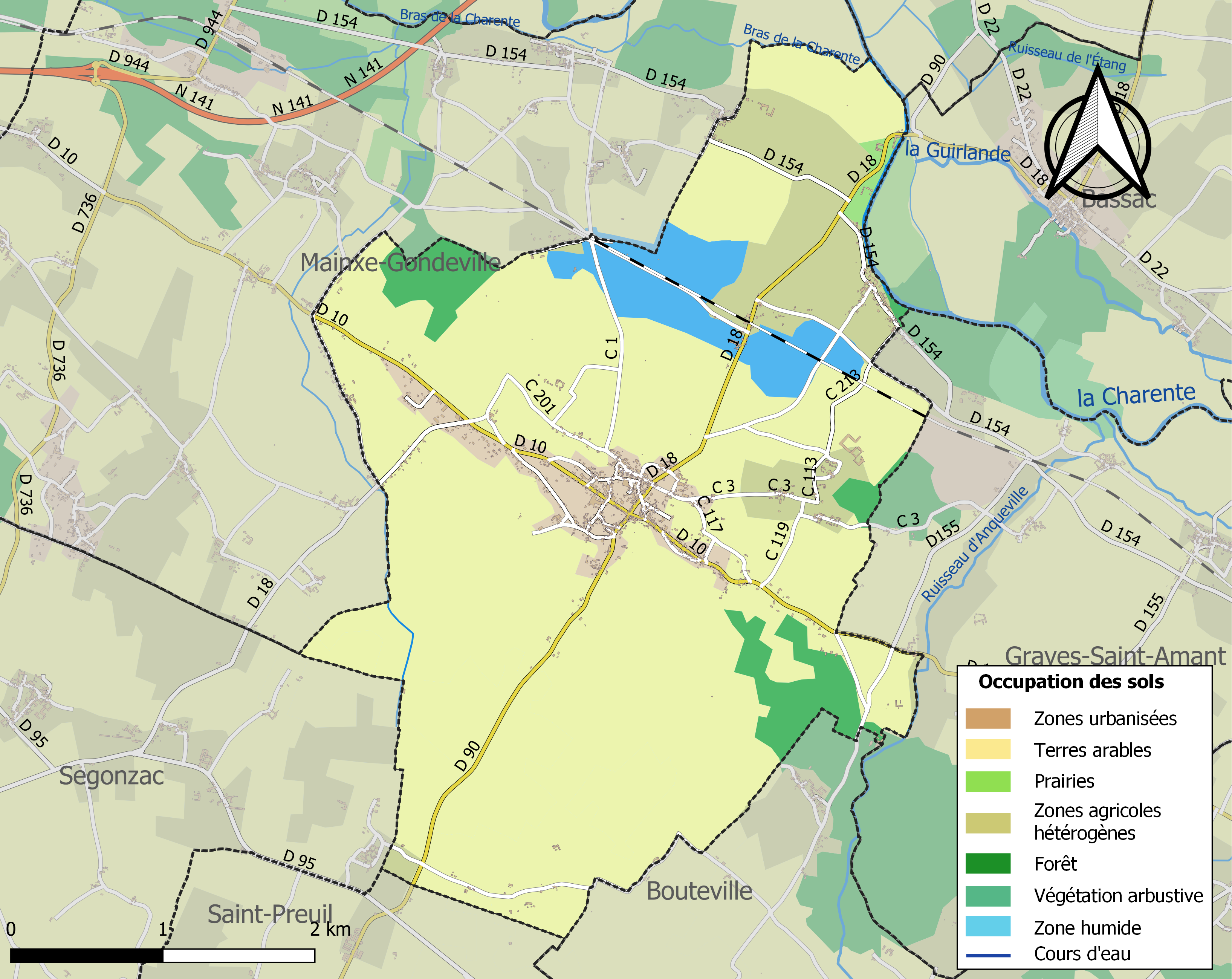

## Demografie
Onderstaande figuur toont het verloop van het inwonertal (bron: INSEE-tellingen).